# Versetti satanici
Col nome di versetti satanici (in arabo الأيات الشيطانية‎?) si indicano, da parte degli studiosi della cultura islamica e una parte dei musulmani, alcuni versetti che il profeta Maometto avrebbe recitato alla Mecca in un momento in cui era ancora in discussione l'adesione o meno dei più importanti esponenti dell'élite mercantile meccana al messaggio coranico da lui reso noto.
L'episodio è riportato dagli autori islamici più antichi: può essere letto, ad esempio, nelle copie annotate - compilate dagli storici Ṭabarī (839-923) e al-Wāqidī (745-822) - della prima biografia di Maometto (Sīrat Rasul Allah, Vita dell'apostolo di Dio) che fu scritta da Ibn Isḥāq (ca 704-761) circa 120-130 anni dopo la morte del Profeta.
Secondo gli autori summenzionati, Maometto, che stentava a convertire gli abitanti della Mecca, fu tentato da Satana mentre stava recitando la sūra al-Najm (considerata - parimenti a tutto il testo sacro islamico - una rivelazione divina trasmessagli per tramite dell'arcangelo Gabriele) che gli suggerì una frase (v. 21) dopo i versetti 19 e 20.
(Ṭabarī, Jāmiʿ al-bayān ʿan taʿwīl al-Qurʾān, XVII, pp. 186-90)
Le sopracitate Al-Lāt, al-ʿUzzā e Manāt erano una triade di divinità femminili preislamiche adorata dagli Arabi del Hijaz ossia dagli abitanti delle città di Ta'if, Mecca, Yathrib e dintorni. La parola araba "gharānīq" del "verso satanico" è un hapax - un vocabolo che ricorre solo in questo testo - e si riferirebbe, secondo i commentatori, alle gru della Numidia. Poiché un titolo della triade era «le tre sublimi gru», il significato sotteso era quello di un'ammissione dell'esistenza delle tre divinità e un'attestazione del loro ruolo come intermediari divini.
Secondo Ṭabarī, le parole destarono forte stupore tra gli astanti, che così vedevano Maometto addivenire a più miti consigli nei confronti dell'avito politeismo pagano cui si riferiva la stragrande maggioranza della città. Sarebbe stata avviata una preghiera collettiva per sottolineare la ritrovata concordia cittadina, e la notizia avrebbe persino convinto alcuni Emigrati (Muhājirūn) a tornare dall'Abissinia.
Il vantaggio politico sembra incontestabile, ma il prezzo spirituale pagato dal Profeta era però eccezionale, poiché veniva ad essere smentito il più volte asserito monoteismo assoluto della nuova religione, da lui propagandata tra mille difficoltà.
La mattina seguente, Maometto ritrattò quanto affermato, chiarendo che le parole gli erano state sussurrate all'orecchio sinistro (e non a quello destro, come normalmente faceva l'arcangelo Gabriele) e che quindi erano di origine satanica.
I “versetti satanici” furono disconosciuti da Maometto che fornì, al loro posto, l'autentica rivelazione:
(Cor., LIII:19-23, trad. di A. Bausani)
La delusione per la mancata intesa indusse Abū l-Ḥakam al-Makhzūmī, detto dai musulmani Abū Jahl, a chiedere allo zio del Profeta, Abū Ṭālib, di ritirare la sua protezione al nipote per forzarlo a cessare la sua attività di predicazione che, dal suo punto di vista e di quello dei maggiorenti meccani pagani, era puramente sobillatrice dei valori consuetudinari (adab) e, conseguentemente, da combattere.
Il romanzo I versi satanici (1988) di Salman Rushdie parafrasa palesemente questo episodio e fu al centro di una violenta contesa fra l'autore e il regime islamico iraniano dell'Āyatollāh Khomeynī, con una fatwā di condanna a morte per lo scrittore anglo-indiano, accusato di apostasia (ridda) e una taglia successivamente posta sulla sua testa da uno zelante commerciante di Tehran.